# 青史演义
《青史演义》，全称《大元盛世青史演义》、又称《大元勃兴青史演义》，是由清代蒙古族作家尹湛纳希撰写的长篇章回体历史小说。这是蒙古族文学史上一部气魄宏大的史诗著作，也被认为是十九世纪蒙古族文学最重要的作品。
《青史演义》成书约在道光十年（1830年）至光绪十七年（1891年）间，前八回由尹湛纳希之父旺钦巴勒所写，后来由尹湛纳希继撰。全书共一百二十四回，现存六十九回。其结构规模宏大，描写了从成吉思汗降生到窝阔台继位后共七十四年（1162年至1236年）蒙古民族在成吉思汗率领下逐步崛起的历史。该书有特莫格图的北京蒙文书社蒙文油印本（1938年，三十四回五卷本）、布和贺西格的开鲁文学会蒙文石印本（1939年，六十一回十三卷本）以及内蒙古人民出版社蒙文本（1957年，六十九回三卷本）。